# E15号線
E15号線(E15ごうせん、英語:European route E15)は欧州自動車道路のAクラス幹線道路。ヨーロッパを南北に走っており、基準道路となっている。イギリス、スコットランドのインヴァネスからスペインのアルヘシラスまで繋がっている。パリ、ロンドンを通り、CTRL、LGV北線と平行に走っている。
エディンバラ、ロンドン、パリ、マルセイユ、バルセロナなどの有名な都市を通過する。イギリス-フランス間は水路をまたいでいる。
英国ではE15に当たる路線はあるが、その表記がされておらず、道路には英国式の表示がされている。

## 経路
E15号線はイギリス、フランス、スペインを経由し、イギリス・フランス間には海路が存在する。

### イギリス
- A9: インヴァネス - パース
- M90 - A90: パース - エディンバラ
- A902 - A720: エディンバラ近郊
- A68 - A696: エディンバラ - ニューカッスル・アポン・タイン
- A1: ニューカッスル - スコッチコーナー - ドンカスター - ロンドン北部
- M25:テムズ北岸
- A282:ダートフォードトンネル
- M25:テムズ南部
- M20-A20: ロンドン南部 - フォークストン - ドーヴァー

ドーヴァー・カレー間ではフェリーが使える。また、フォークストン経由でユーロトンネルシャトルが使える。

### フランス
- A26: カレー - サン・オマール（英語版） - ベテューヌ - アラス
- A1: アラス - コンピエーニュ -サンリス-シャルル・ド・ゴール国際空港
- A3: シャルル・ド・ゴール国際空港 - ボビニー - パリ ポルト・ドゥ・バニョレ
- パリペリフェリック:パリ ポルト・ドゥ・バニョレ - ポルト・ディタリー
- A6:パリ ポルト・ディタリー - エヴリー - オセール - アヴァロン - ボーヌ - シャロン＝スュル＝ソーヌ - マコン - リヨン
- A7:リヨン - ヴィエンヌ - ヴァランス - モンテリマール - オランジュ
- A9:オランジュ - ニーム - オランジュ - ベジエ - ナルボンヌ - ペルピニャン - ル・ペルテュ

### スペイン
スペインでは無料のオートヴィア（Autovía del Mediterráneo、Autovía A-7）と有料のオートピスタ（Autopista del Mediterráneo、Autopista AP-7）がE-15号線となっている。

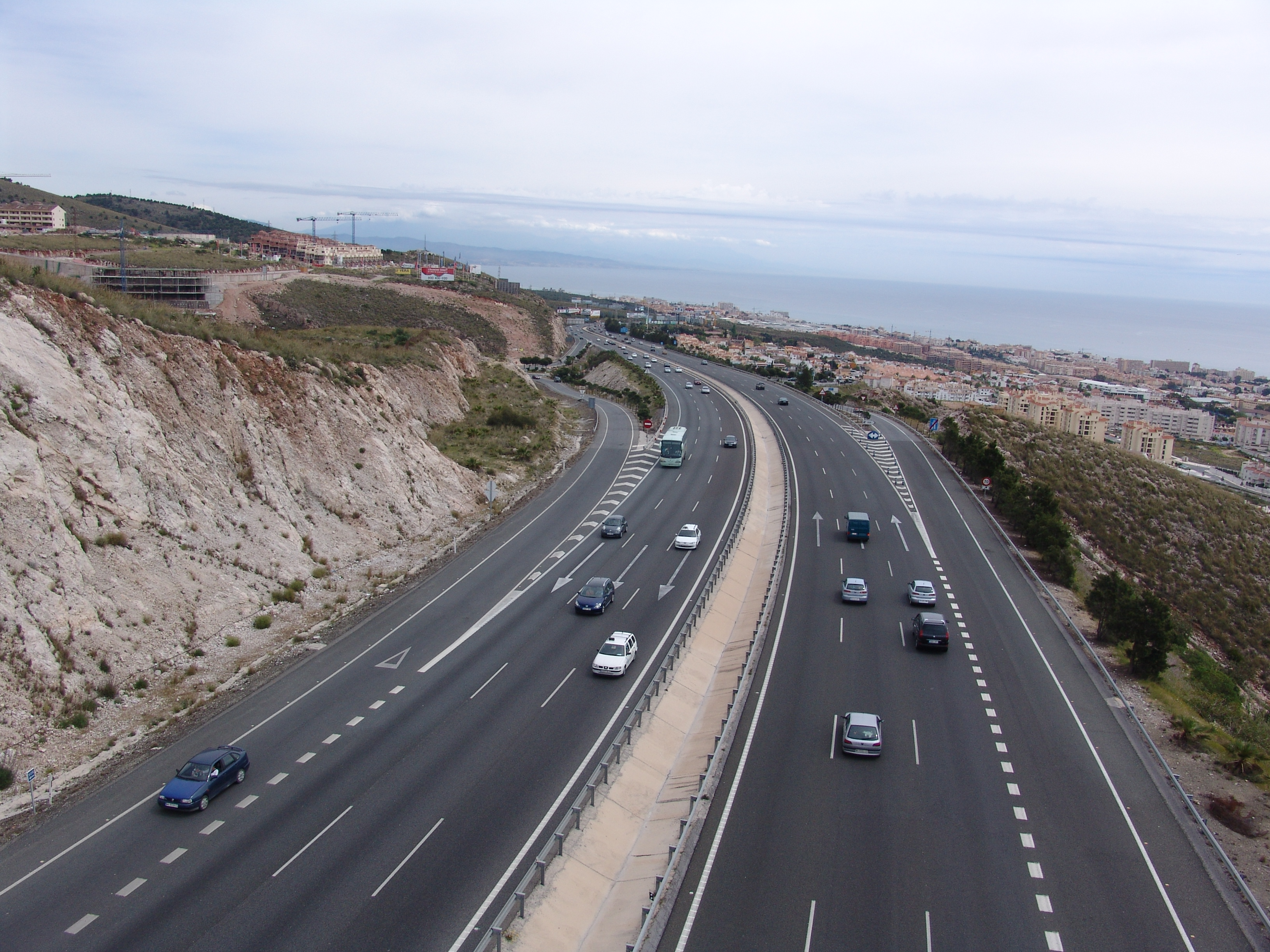
ベナルマデラ近郊の道路

経路は次のようになっている。
ジローナ – バルセロナ – タラゴナ – カステリョン・デ・ラ・プラナ – バレンシア - アリカンテ – エルチェ – ムルシア – アルメリア - モトリル – マラガ – アルヘシラス
途中アリカンテで環状道路を通るほか、一般道のN-340号線やN-357号線などを経由する。